# Llobregós
El Llobregós (o Riubregós, Lo Bregós) és un riu de Catalunya, afluent del Segre per l'esquerra.
Neix al terme municipal de la Molsosa, a la comarca del Solsonès i mor al Segre prop de Ponts, ja a la comarca de la Noguera després de travessar la part nord de la Segarra formant la vall que duu el seu propi nom i en la qual trobem poblacions com Castellfollit, Torà, Biosca o Sanaüja.
El seu cabal és força migrat i variable segons l'època de l'any. Una part de la Vall del Llobregós ha sigut llistat com a espai d'interès natural protegit.
Afluents
- Riera de Llanera
- Riera d'Ivorra
- Riera de Biosca
- Riera de Sanaüja